# Alain Goutal
Alain Goutal est un auteur de bande dessinée, d'affiches et de dessins de presse français.
Il est cofondateur du festival Quai des bulles à Saint-Malo.

## Biographie

### Enfance et formation
Il est né en 1948 à Bourges, d'un père breton et d'une mère berrichonne.
Alain Goutal est installé depuis 1972 en Bretagne où il travaille dans les domaines de l'illustration, de la bande dessinée et du dessin de presse.
En 1992, il cofonde de Quai des bulles (festival de bande dessinée de Saint-Malo),.

## Publications
- Le passage, La Roche Jagu 1981.
- Kanata : La Hue du loup, avec Alain Deschamps et Patrick Marziale, Hachette, 1984.
- Saint-Malo - Sous les ailes de l'histoire, avec Roland Mazurié des Garennes, JCERM 1986.
- Cale de la tête noire, avec Yannick Le Marec, C.D.M.O.T. 1988.
- Une histoire de Morlaix, avec François de Beaulieu, JCEMR 1988.
- Brindejonc des Moulinais, avec Gilbert Broyelle, Guidon 1992.
- Fils de commanche, avec Régine Pascal, Fleurus 1993.
- Annezadenn, avec Roger-Henri Guerrand et Daniel Le Couédic, ARO HLMet Bretagne, 1994.
- Les Troués consaïls (collectif), adapté d'un conte en gallo d'Albert Poulain, 1996.
- Au loup! Ô loup!, (collectif), ALIEN 1996.
- Harcèlement faxuel, Nekepell 1997.
- Le faxeur sonne toujours deux fois, I.MAG 1999.
- Lidwine Saga, I-mag, 2000.
- Le cahier du Grand Chemin, avec Hamida Boukaïs et François Saliou, La ferme 2001.
- L'agriculture BIO se dessine, avec Nono, FRAB 2002.
- Rature Pendragon, avec Olivier Boiscommun, Au Bord des continents, 2002.
- Une mémoire de cent ans, avec Jean-Luc Hiettre et Darwin,, C A du Morbihan, 2004.
- Tintouin au Tibet, (collectif), ALIEN 2004.
- La saga de Kernansquillec, avec Jean Luc Hiettre, CG 22 2004.
- Racines, Coop Breizh, 2005.
- BDZH l'histoire, avec Nicoby, Les Champs Libres, 2006.
- Callac, au pays de l'épagneul breton, avec Jean Luc Hiettre et Darwin, commune Callac 2008.
- Bartok, avec Joe G. Pinelli, coll. "BD Classic", BDMusic, 2009.
- Mer & BD, l'histoire, avec Jean Luc Hiettre, BDZH 2009.
- Blog à part, H!R HIR! 2011.
- Quartiers de vie, avec Darwin, commune de Guingamp 2011.
- Le Léguer, avec Jean Luc Hiettre, Eaux & rivières de Bretagne 2012.
- Là où ça fait mal, HIR! HIR! 2013.
- Les enfants de Barnabé, avec Katell, YIL 2015.
- Du vent dans les voiles, YIL 2015.
- Après moi l'déluge, YIL 2015.
- Présences, YIL 2016.
- Panier de crabes, YIL 2017.
- KB Voyage au cœur de la Bretagne, avec Hervé Bellec, Dialogues 2018.
- Saint Malo, sous les ailes de l'Histoire, (nouvelle version), avec Roland Mazurié des Garennes et Philippe Marlu, YIL 2018.
- Carabistouilles, YIL 2018.
- Penses-tu? Penses-tu!, YIL 2019.
- Le Grand Défi du Mené, (collectif), commune Le Mené 2020.
- Drôle de Climat, YIL 2021.
- La voie du loup, Vivre tout simplement 2021[2].